# リーハイ (ユタ州)
リーハイ（Lehi）は、アメリカ合衆国ユタ州のユタ郡にある都市。人口は7万5907人（2020年）。1852年に市制施行した歴史ある都市である。名称はモルモン書に登場する預言者リーハイ（Lehi）に由来している。

## 経済
長年、市の財政は農業に依存しており人口の増加は非常に緩やかであった。しかし、2000年頃からハイテク産業が集積し始め、市の産業構造は大きな変化を遂げた。これはシリコンバレーの地価の高騰と関係している。人口の急激な増加に対応するため多くの農地が住宅地に転換された。

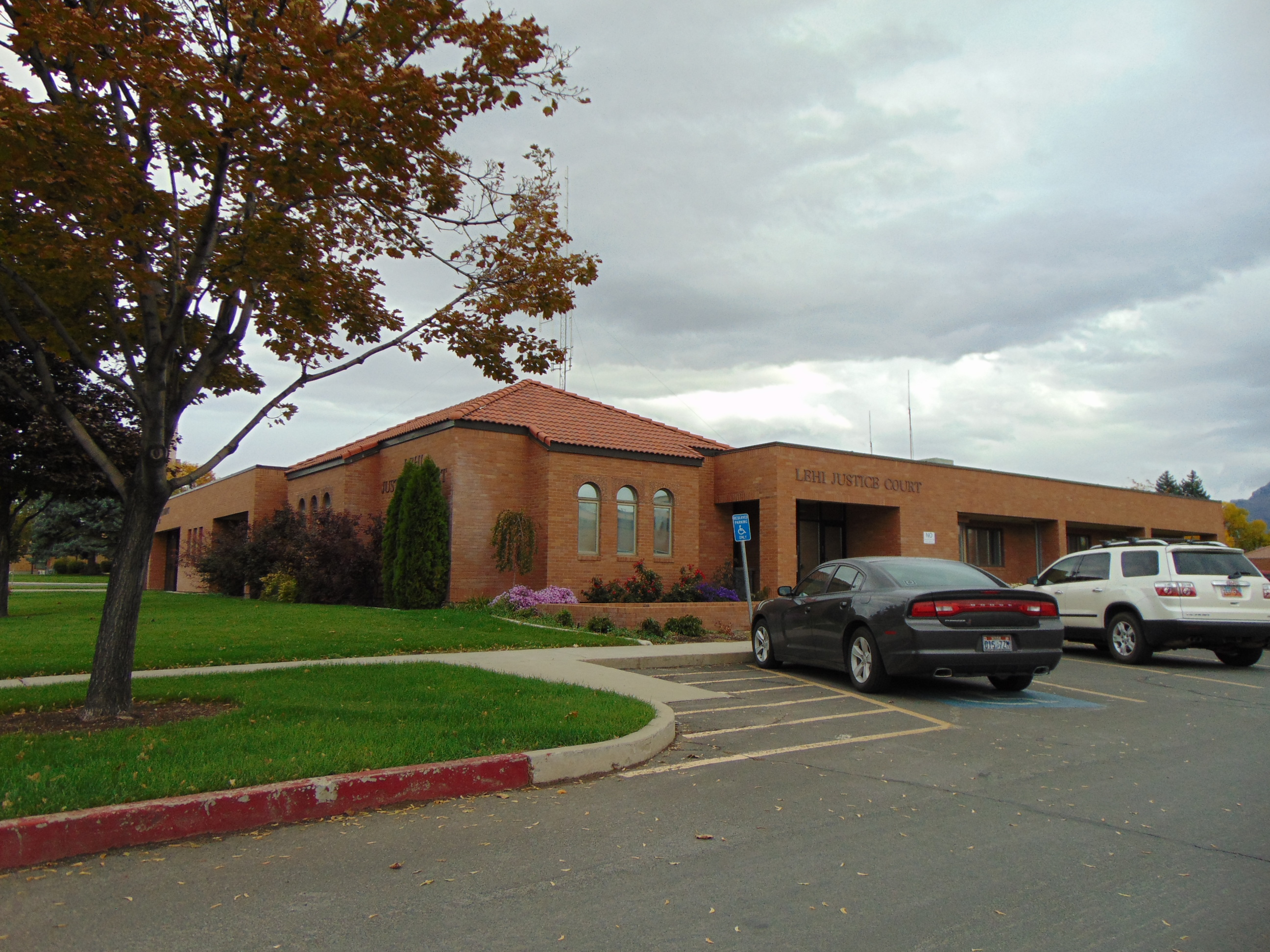
リーハイ裁判所

## 交通
リーハイ駅にはユタ交通公社の通勤列車「フロントランナー」が停車する。

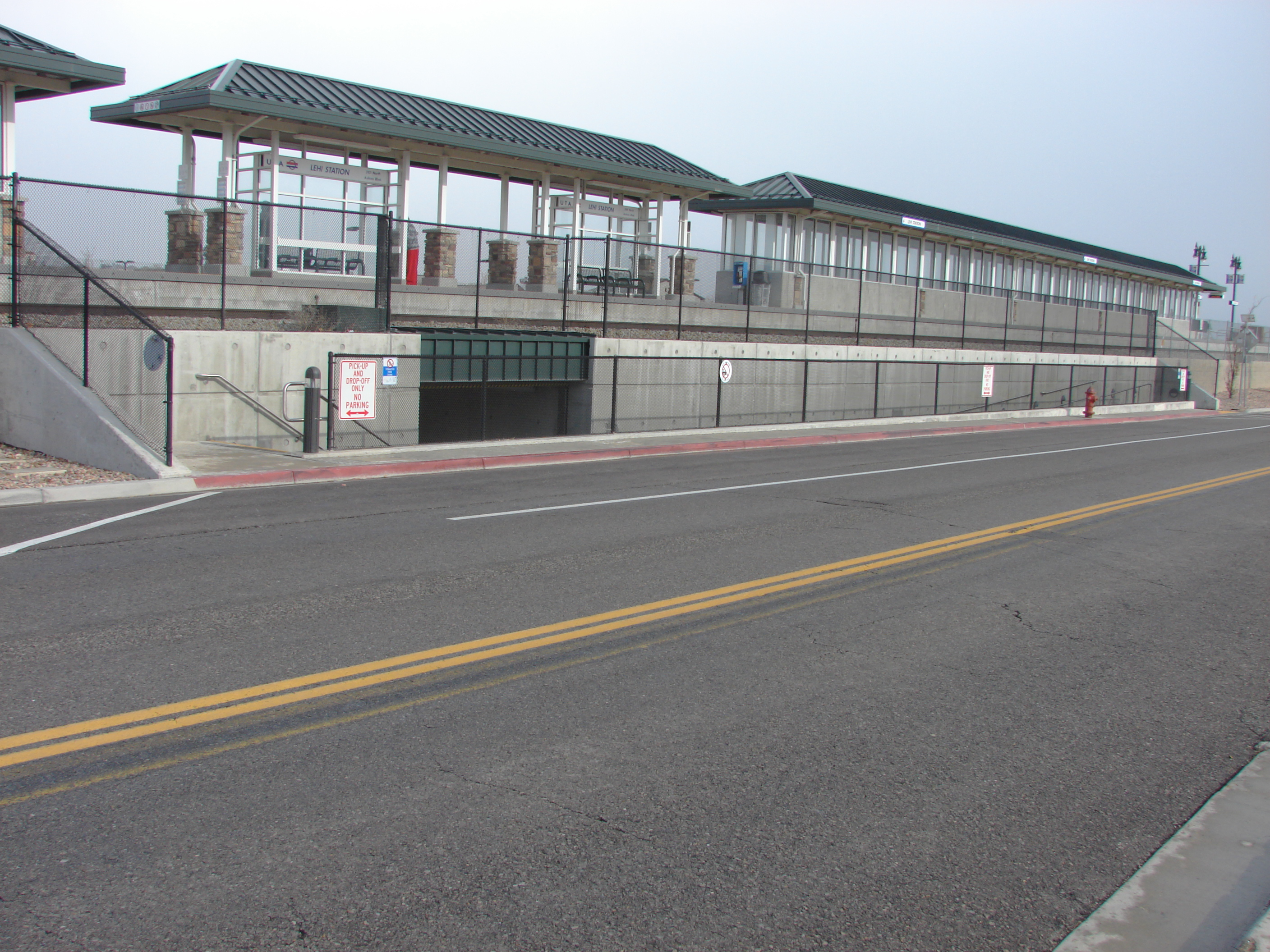
リーハイ駅